# Jérémy Clamy-Edroux
Pas d'image ? Cliquez ici

a Compétitions nationales et continentales officielles uniquement.

Dernière mise à jour le 23 octobre 2023.
Jérémy Clamy-Edroux, né le 30 janvier 1991, est un joueur français de rugby à XV, évoluant au poste de pilier au sein de l'effectif du CM Floirac en Fédérale 1.

## Biographie

### Carrière rugbystique
Jérémy Clamy-Edroux intègre le Rouen NR et reste dans ce club jusqu'en 2007. Ensuite, il rejoint le RC Massy à partir 2007, puis le Racing Métro 92 lors de la saison 2011-2012 avant de revenir terminer sa formation au RC Massy en 2012. En 2013, il fait son retour dans la ville de Rouen, cette fois dans le club du Stade rouennais, plus tard renommé Rouen Normandie rugby, et fait ses débuts en senior avec cette équipe,.
Il occupe la position de pilier droit,. Il est un joueur issu de la filière formation française (JIFF).
En 2017, il remporte le trophée Jean Prat face à l'AS Mâcon.
À la fin de la saison 2018-2019, le Rouen NR où Jérémy Clamy-Edroux évolue, est promu en Pro D2 pour la saison 2019-2020 après avoir éliminé Albi en demi-finale de Fédérale 1,. Par la suite, il remporte le championnat avec son club face à Valence Romans DR, match où il est titulaire en finale.
En avril 2020, il est prolongé d'une année à Rouen.
En mai 2021, il signe pour deux saisons supplémentaires à Rouen.
Durant l'été 2023, il signe pour le CM Floirac en Fédérale 1, où il occupe également les postes d'entraineur des moins de 14 ans et de commercial pour le club,.

### Vie privée
En juin 2021, il fait son coming out dans un documentaire intitulé Faut qu’on parle, et diffusé sur MyCanal,. Il est le premier rugbyman professionnel français à parler ouvertement d'homosexualité,.
Par la suite, il reçoit plusieurs encouragements, dont ceux de Mathieu Bastareaud, de l'entraîneur Nicolas Godignon, de Serge Simon et entraîne l'émotion d'Olivier Rouyer devant les caméras de La chaîne L'Équipe. Il témoigne de son expérience dans les médias.
Il n'approuve pas Idrissa Gueye lorsqu'il refuse de jouer avec le maillot aux couleurs LGBT dans le cadre de la journée internationale de lutte contre l'homophobie.
Il est l'une des 25 personnes auxquelles Fabrice Nguena consacre son livre, AfroQueer - 25 voix engagées publié par les éditions Écosociété en 2024. 

## Palmarès
- Trophée Jean Prat :
  - Vainqueur (1) : 2017 avec le Rouen Normandie rugby
- Championnat de Fédérale 1 :
  - Champion (1) : 2019 avec le Rouen Normandie rugby

## Récompenses et distinctions
En 2024, Anne Hidalgo lui décerne le prix international LGBTQIA+ dans la catégorie prix national,.